# Schoenoplectiella heterophylla
Schoenoplectiella heterophylla là loài thực vật có hoa trong họ Cói. Loài này được (Schuyler) Lye mô tả khoa học đầu tiên năm 2003.